# Jalel Kadri
Jalel Kadri (in arabo جلال القادري‎?; Tozeur, 14 dicembre 1971) è un allenatore di calcio ed ex calciatore tunisino.

## Carriera
Dopo aver lasciato l'attività agonistica, dal 2001 ha allenato diverse squadre di club in Tunisia, Libia, Arabia Saudita e Emirati Arabi Uniti.
Ha ricoperto il ruolo di viceallenatore della nazionale di calcio della Tunisia durante le gestioni di Nabil Maâloul e Mondher Kebaier, subentrando a quest'ultimo dopo l'eliminazione in Coppa d'Africa 2021. Sulla panchina della nazionale ha conseguito la qualificazione al campionato mondiale 2022 eliminando il Mali nella terza fase di qualificazione. La spedizione mondiale tunisina si concluse nel girone eliminatorio, con l'eliminazione seguita all'inutile vittoria sui campioni del mondo in carica e futuri finalisti della Francia, già qualificati alla fase successiva. Nelle precedenti due partite la nazionale tunisina aveva ottenuto un pari e subito una sconfitta.
Qualificatasi alla Coppa d'Africa 2023, svoltasi tra gennaio e febbraio 2024, la Tunisia fu eliminata al primo turno, dopo aver ottenuto due pari e subito una sconfitta nel girone. Al termine dell'ultima partita Kadri rassegnò le proprie dimissioni.

## Statistiche

### Nazionale
Statistiche aggiornate al 25 gennaio 2024. In grassetto le competizioni vinte.
| Squadra | Naz                | dal             | al              | Record | Record | Record | Record | Record | Record | Record | Record     |
| Squadra | Naz                | dal             | al              | G      | V      | N      | P      | GF     | GS     | DR     | % Vittorie |
| ------- | ------------------ | --------------- | --------------- | ------ | ------ | ------ | ------ | ------ | ------ | ------ | ---------- |
| Tunisia | Tunisia (bandiera) | 30 gennaio 2022 | 25 gennaio 2024 | 27     | 14     | 7      | 6      | 34     | 17     | +17    | 51,85      |

#### Nazionale tunisina nel dettaglio
| mar. 2022        | Tunisia        | Qual. Mondiale 2022    | Qualificato dopo i Play-off     | 2  | 1  | 1 | 0 | 50,00   | 1  | 0  | +1  |
| giu. 2022        | Tunisia        | Coppa Kirin 2022       | Vincitore                       | 2  | 2  | 0 | 0 | 100,00& | 5  | 0  | +5  |
| nov./dic. 2022   | Tunisia        | Mondiale 2022          | Fase a Gironi (3° nel gruppo D) | 3  | 1  | 1 | 1 | 33,33   | 1  | 1  | +0  |
| 2022             | Tunisia        | Qual.Coppa Africa 2023 | 1° nel gruppo J, qualificato    | 2  | 1  | 1 | 0 | 50,00   | 4  | 0  | +4  |
| 2023             | Tunisia        | Qual.Coppa Africa 2023 | 1° nel gruppo J, qualificato    | 4  | 3  | 0 | 1 | 75,00   | 7  | 1  | +6  |
| 2023             | Tunisia        | Qual. Mondiale 2026    | Esonerato durante la fase       | 2  | 2  | 0 | 0 | 100,00& | 5  | 0  | +5  |
| gen.-feb. 2024   | Tunisia        | Coppa Africa 2023      | 4° nel gruppo E                 | 3  | 0  | 2 | 1 | &0,00   | 1  | 2  | -1  |
| Dal 2022 al 2024 | Tunisia        | Amichevoli             |                                 | 9  | 4  | 2 | 3 | 44,44   | 10 | 13 | -3  |
| Totale Tunisia   | Totale Tunisia | Totale Tunisia         | Totale Tunisia                  | 27 | 14 | 7 | 6 | 51,85   | 34 | 17 | +17 |

#### Panchine da commissario tecnico della nazionale tunisina
| Cronologia completa delle presenze e delle reti in nazionale ― Tunisia | Cronologia completa delle presenze e delle reti in nazionale ― Tunisia | Cronologia completa delle presenze e delle reti in nazionale ― Tunisia | Cronologia completa delle presenze e delle reti in nazionale ― Tunisia | Cronologia completa delle presenze e delle reti in nazionale ― Tunisia | Cronologia completa delle presenze e delle reti in nazionale ― Tunisia | Cronologia completa delle presenze e delle reti in nazionale ― Tunisia | Cronologia completa delle presenze e delle reti in nazionale ― Tunisia |
| Data                                                                   | Città                                                                  | In casa                                                                | Risultato                                                              | Ospiti                                                                 | Competizione                                                           | Reti                                                                   | Note                                                                   |
| ---------------------------------------------------------------------- | ---------------------------------------------------------------------- | ---------------------------------------------------------------------- | ---------------------------------------------------------------------- | ---------------------------------------------------------------------- | ---------------------------------------------------------------------- | ---------------------------------------------------------------------- | ---------------------------------------------------------------------- |
| 25-3-2022                                                              | Bamako                                                                 | Mali                                                                   | 0 – 1                                                                  | Tunisia                                                                | Qual. Mondiali 2022                                                    | autorete                                                               | Cap: Y.Msakni                                                          |
| 29-3-2022                                                              | Radès                                                                  | Tunisia                                                                | 0 – 0                                                                  | Mali                                                                   | Qual. Mondiali 2022                                                    | -                                                                      | Cap: Y.Msakni                                                          |
| 2-6-2022                                                               | Radès                                                                  | Tunisia                                                                | 4 – 0                                                                  | Guinea Equatoriale                                                     | Qual. Coppa d'Africa 2023                                              | Naim Sliti Seifeddine Jaziri 2 Youssef Msakni                          | Cap: F.Sassi                                                           |
| 5-6-2022                                                               | Francistown                                                            | Botswana                                                               | 0 – 0                                                                  | Tunisia                                                                | Qual. Coppa d'Africa 2023                                              | -                                                                      | Cap: A.Maaloul                                                         |
| 10-6-2022                                                              | Kobe                                                                   | Cile                                                                   | 0 – 2                                                                  | Tunisia                                                                | Coppa Kirin 2022                                                       | Ali Abdi Issam Jebali                                                  | Cap: F.Sassi                                                           |
| 14-6-2022                                                              | Suita                                                                  | Giappone                                                               | 0 – 3                                                                  | Tunisia                                                                | Coppa Kirin 2022                                                       | Mohamed Ali Ben Romdhane (rig.) Ferjani Sassi Issam Jebali             | Cap: Y.Msakni                                                          |
| 22-9-2022                                                              | Croissy                                                                | Tunisia                                                                | 1 – 0                                                                  | Comore                                                                 | Amichevole                                                             | Taha Yassine Khenissi                                                  | Cap: W.Khazri                                                          |
| 27-9-2022                                                              | Parigi                                                                 | Brasile                                                                | 5 – 1                                                                  | Tunisia                                                                | Amichevole                                                             | Montassar Talbi                                                        | Cap: Y.Msakni                                                          |
| 16-11-2022                                                             | Tehran                                                                 | Iran                                                                   | 0 – 2                                                                  | Tunisia                                                                | Amichevole                                                             | Naim Sliti (rig.) Ali Abdi                                             | Cap: Y.Msakni                                                          |
| 22-11-2022                                                             | Al Rayyan                                                              | Danimarca                                                              | 0 – 0                                                                  | Tunisia                                                                | Mondiali 2022 - 1º turno                                               | -                                                                      | Cap: Y.Msakni                                                          |
| 26-11-2022                                                             | Al Wakrah                                                              | Tunisia                                                                | 0 – 1                                                                  | Australia                                                              | Mondiali 2022 - 1º turno                                               | -                                                                      | Cap: Y.Msakni                                                          |
| 30-11-2022                                                             | Al Rayyan                                                              | Tunisia                                                                | 1 – 0                                                                  | Francia                                                                | Mondiali 2022 - 1º turno                                               | Wahbi Khazri                                                           | Cap: W.Khazri                                                          |
| 24-3-2023                                                              | Tunisi                                                                 | Tunisia                                                                | 3 – 0                                                                  | Libia                                                                  | Qualificazioni alla Coppa delle nazioni africane 2023                  | Youssef Msakni Ali Maâloul Haythem Jouini                              | Cap: Y.Msakni                                                          |
| 28-3-2023                                                              | Benghazi                                                               | Libia                                                                  | 0 – 1                                                                  | Tunisia                                                                | Qualificazioni alla Coppa delle nazioni africane 2023                  | Haythem Jouini                                                         | Cap: Y.Msakni                                                          |
| 17-6-2023                                                              | Malabo                                                                 | Guinea Equatoriale                                                     | 1 – 0                                                                  | Tunisia                                                                | Qualificazioni alla Coppa delle nazioni africane 2023                  |                                                                        | Cap: Y.Msakni                                                          |
| 20-6-2023                                                              | Annaba                                                                 | Algeria                                                                | 1 – 1                                                                  | Tunisia                                                                | Amichevole                                                             |                                                                        | Cap: Y.Msakni                                                          |
| 7-9-2023                                                               | Tunisi                                                                 | Tunisia                                                                | 3 – 0                                                                  | Botswana                                                               | Qualificazioni alla Coppa delle nazioni africane 2023                  | Autorete Youssef Msakni (x2)                                           | Cap: Y.Msakni                                                          |
| 12-9-2023                                                              | Cairo                                                                  | Egitto                                                                 | 1 – 3                                                                  | Tunisia                                                                | Amichevole                                                             | Aïssa Laïdouni Hamdy Fathy Hamza Rafia                                 | Cap: Y.Msakni                                                          |
| 13-10-2023                                                             | Seul                                                                   | Corea del Sud                                                          | 4 – 0                                                                  | Tunisia                                                                | Amichevole                                                             |                                                                        | Cap: Y.Msakni                                                          |
| 17-10-2023                                                             | Kobe                                                                   | Giappone                                                               | 2 – 0                                                                  | Tunisia                                                                | Coppa Kirin 2023                                                       |                                                                        | Cap: Y.Msakni                                                          |
| 17-11-2023                                                             | Tunisi                                                                 | Tunisia                                                                | 4 – 0                                                                  | São Tomé e Príncipe                                                    | Qual. Mondiali 2026                                                    | Yassine Meriah Youssef Msakni Hamza Rafia Mohamed Ben Larbi            | Cap: Y.Msakni                                                          |
| 21-11-2023                                                             | Lilongwe                                                               | Malawi                                                                 | 0 – 1                                                                  | Tunisia                                                                | Qual. Mondiali 2026                                                    | Youssef Msakni rig.                                                    | Cap: Y.Msakni                                                          |
| 6-1-2024                                                               | Radès                                                                  | Tunisia                                                                | 0 – 0                                                                  | Mauritania                                                             | Amichevole                                                             | -                                                                      | Cap: N.Sliti                                                           |
| 10-1-2024                                                              | Radès                                                                  | Tunisia                                                                | 2 – 0                                                                  | Capo Verde                                                             | Amichevole                                                             | Elias Achouri Youssef Msakni                                           | Cap: Y.Msakni                                                          |
| 16-1-2024                                                              | Korhogo                                                                | Tunisia                                                                | 0 – 1                                                                  | Namibia                                                                | Coppa d'Africa 2023 - 1º turno                                         | -                                                                      | Cap: Y.Msakni                                                          |
| 20-1-2024                                                              | Korhogo                                                                | Tunisia                                                                | 1 – 1                                                                  | Mali                                                                   | Coppa d'Africa 2023 - 1º turno                                         | Hamza Rafia                                                            | Cap: Y.Msakni                                                          |
| 24-1-2024                                                              | Korhogo                                                                | Sudafrica                                                              | 0 – 0                                                                  | Tunisia                                                                | Coppa d'Africa 2023 - 1º turno                                         | -                                                                      | Cap: Y.Meriah                                                          |
| Totale                                                                 |                                                                        | Presenze                                                               | 27                                                                     |                                                                        | Reti                                                                   | 34                                                                     |                                                                        |

## Palmares

### Nazionale
- Coppa Kirin: 1

Tunisia: 2022